# Савойски Алпи
Савойските Алпи (на френски Alpes de Savoie) са част от Западните Алпи. Простират се от Женевското езеро на север до река Изер на юг. Опират в река Рона както на север, така и на запад. На изток са в съседство с Грайските Алпи. Заемат територия на Франция (департаменти Савоя и Горна Савоя) и Швейцария (кантон Вале), тоест в историческата област Савоя. Най-висок връх е Дан дю Миди (3257 м).

## Обхват
През годините представата за обхвата на Савойските Алпи често се е променяла. В средата на ХІХ в. известният изследовател на Алпите Джон Бол не ги определя като отделен дял, но и не ги причислява към Грайските Алпи. В края на века се оформя друго становище. Тогава се приема, че масивите на запад от билото при Грайските Алпи са особен поддял, който включва и масива Ваноаз. Така са представени нещата в Енциклопедия Британика. От 1924 г., когато италианският географски институт се заема да формулира алпийските дялове, се приема, че високите части (масивът Монблан) са част от Грайските Алпи, а ниските части са отделна зона - Савойски Предалпи. Новата система за райониране на планината SOIUSA (въведена през 2006 г.) потвърждава този възглед. Тя приема, че тази част от Предалпите стига на юг чак до Гренобъл. И днес въпросът дали това са Алпи или Предалпи остава спорен.

## Описание
Така спорната граница с Грайските Алпи минава по река Арв, след това по Арли и Изер. Савойските Алпи са високи само в най-северната част, по границата между Франция и Швейцария. Там минава едно продължение на Монбланското било в посока Женевското езеро, което на няколко места се издига над 3000 м. Освен Дан дю Миди тук са и върховете Тур Салиер (3220 м) и Мон Бюе (3096 м). Известно е с името Алпи Шабле, по името на областта Шабле - най-северната част на Савоя. През нея тече известната река Дранс - любимо място за рафтинг на ентусиасти от цяла Европа.
На запад от Арв срещу Монблан, започвайки от Мон Бюе, се простира хребетът Егюи Руж (Червените игли), увенчан от връх Егюи дьо Белведер (2965 м) и завършващ с Бреван (2525 м). На юг от Арв се намират масивите Арави (връх Поант Персе - 2750 м) и Борн (връх Поант Бланш - 2438 м), а още по на запад - хребетът Мон Салев (1375 м). Между красивите ледникови езера Анеси и Бурже остава известният Масив де Бож, където е създаден национален парк със същото име. Релефът е хълмист, долините са стръмни, а по-голямата част от масива е покрита с добре запазени гори. Тук най-високият връх е Аркалод (2217 м).